# Sascha Ley
Sascha Ley (* 13. September 1967 in Saarbrücken) ist eine deutsch-luxemburgische Schauspielerin, Sängerin, Songwriterin und Komponistin. Sie arbeitet international und lebt in Luxemburg.

## Gesang
Ley studierte Gesang bei der niederländischen Sängerin Reinette van Zijtveld an der Djam Jazz School in Amsterdam und Kenny Seymour und studierte später klassischen indischen Gesang bei Dhanashree Pandit-Rai in Mumbai, Indien.
Gesanglich wie auch in ihren Kompositionen bewegt sich Ley zwischen Jazz, freier Improvisation, imaginärer Folklore, Chanson und gelegentlichen Flirts mit zeitgenössischer Musik. Im Jazzgenre trat sie zunächst mit ihrer Band Travelling Light hervor. Ley gründete 2008 mit den Musikerkollegen Laia Genc, Klavier, und Anne Kaftan, Sopransaxophon und  Bassklarinette, das Trio Kalima. Später arbeitete sie im Duo dem französischen Bassisten Laurent Payfert und mit dem Pianisten Georg Ruby.

## Schauspiel
Ley spielt seit Beginn ihrer Karriere in zahlreichen deutschen, französischen und englischsprachigen Bühnen-, Film- und Fernsehproduktionen mit. Ihr Schauspielrepertoire erstreckt sich dabei von Klassik bis Moderne und vom Drama bis zur Komödie mit besonderer Vorliebe für ambivalente Figuren. Bis 2010 war sie Mitglied des Luxemburger Künstlerkollektivs MASKéNADA.

## Diskographische Hinweise
- Georg Ruby & Sascha Ley: The Laughter of the Red Moon (JazzHausMusik 2023)[1]
- In Between (JazzHausMusik 2022)[2]
- Sascha Ley, Laurent Payfert: It's Alright to Be Everywhere (JazzHausMusik 2019)
- Sascha Ley & Laurent Payfert: The Wee Hours (2015)
- Kalima: Everything Within (Neuklang 2013)
- Kalima: Kalima (2010)
- Travelling Light (2007, mit Johannes Müller, Anne Kaftan, George Letellier, Marc Demuth, Benoît Martiny)

als Gastsängerin
- Georg Ruby Village Zone Saluti a Peppino (JazzHausMusik 2021)
- Stëbslong, de Läb (2011)
- Claude Pauly: Jazzperiments (2002)
- Thierry van Werveke & Taboola Rasa (1999)
- Putty Stein, Guy Schons: Dei Schnëss – chansons (1992)

## Filmografie
- 2015: Cosmodrama (Philippe Fernandez)
- 2014: Fieber (Regie: Elfi Mikesch)
- 2012: Hannah Arendt (Regie: Margarethe von Trotta)
- 2010: Mano de dios (Regie: Adolf El Assal)
- 2010: The Hunters (Regie: Etienne Huet)
- 2009: Les lettres de Julia (Regie: Isabelle Costantini)
- 2009: House of Boys (Regie: Jean-Claude Schlim)
- 2009: Räuberinnen (Regie: Carla Lia Monti)
- 2008: Time for New Heroes (Regie: Christian Neumann)
- 2007: You for Me (Regie: Syrus Neshvad)
- 2006: Deep Frozen (Regie: Andy Bausch)
- 2004: Tatort: Teufel im Leib (Regie: Hans-Christoph Blumenberg)
- 2004: La revanche (Regie: Andy Bausch)
- 2004: De nouvelles vies (Regie: Stéphane Kurc)
- 2002: Twin sisters (Regie: Ben Sombogaart)
- 2000: C.Q. (Regie: Roman Coppola)
- 1999: Shadow of a Vampire (Regie: Elias E. Merhige)
- 1998: 8 ½ Women (Regie: Peter Greenaway)
- 1997: Back in Trouble (Regie: Andy Bausch)
- 1995: Brazil/Letters Unsent (Regie: Andy Bausch)
- 1993: D'Sandauer (Regie: Christian Delcourt)

## Auszeichnungen
- 2014 Haidy Jacobi Preis
- 2013 Ritter des Verdienstordens des Großherzogtums Luxemburg
- 2009 Publikumspreis des Festival Tremplin Jazz d’Avignon, mit Kalima
- 2005 Studio Hamburg European Shooting Star Award Berlinale 2005
- 2004 Beste Interpretation “Songs For Life”